# Kanton Saumur
Saumur is een kanton van het Franse departement Maine-et-Loire dat, bij toepassing van het decreet van 26 februari 2014, op 22 maart 2015 werd samengesteld door het samenvoegen van de gemeenten van het op die dag opgeheven kanton Saumur-Sud en de gehele stad Saumur, die daarvoor ook deels in het kanton Saumur-Nord lag. Het kanton maakt deel uit van het arrondissement Saumur.

## Gemeenten
Op 1 januari 2019 werd de gemeente Chacé samengevoegd met de gemeenten Brézé en Saint-Cyr-en-Bourg tot de fusiegemeente (commune nouvelle) Bellevigne-les-Châteaux, die bij decreet van 5 maart 2020 in haar geheel werd toegewezen aan het kanton Doué-en-Anjou.
Het kanton Saumur omvat sindsdien volgende gemeenten:
- Artannes-sur-Thouet
- Distré
- Fontevraud-l'Abbaye
- Montsoreau
- Parnay
- Rou-Marson
- Saumur
- Souzay-Champigny
- Turquant
- Varrains
- Verrie